# Премія імені Ф. О. Бредіхіна
Премія імені Ф. О. Бредіхіна — нагорода, що присуджується Російською академією наук за видатні роботи в галузі астрономії. Названа на честь російського астронома Федора Бредіхіна, уродженця Миколаєва, директора Пулковської обсерваторії.

## Історія
Премію засновано 1946 року після листа фізика Абрама Йоффе до Президії АН СРСР 10 січня 1946 р.

## Правила нагородження
Російська академія наук присуджує премію за окремі видатні наукові роботи, відкриття, винаходи, а також за серію наукових праць з єдиної тематики. На здобуття премій можуть бути представлені роботи або серії робіт єдиної тематики. При поданні робіт висуваються лише провідні автори, причому не більше трьох осіб.

## Нагороджені премією імені Ф.А.Бредіхіна за роками
- 1950 — Мельников Олег Олександрович, за роботи «Нове визначення температури збудження обертального шару Сонця» і «Порівняльне вивчення спектра хромосфери двох сонячних затемнень — 21 вересня 1941 і 9 липня 1945»;
- 1950 — Ніконов Володимир Борисович, за роботу «Досвід побудови фундаментального каталогу фотоелектричних кольорових еквівалентів зір спектральних типів В8 та В9»;
- 1950 — Кукаркін Борис Васильович, за роботу «Будова та розвиток зоряних систем на основі вивчення змінних зір»;
- 1959 — Орлов Сергій Володимирович, за роботу «Комети»;
- 1963 — Воронцов-Вельямінов Борис Олександрович, за роботи з дослідження взаємодіючих галактик;
- 1965 — Жевакін Сергій Олександрович[ru], за цикл робіт з теорії зоряної змінності;
- 1969 — Казимирчак-Полонська Олена Іванівна, за серію робіт з теорії руху короткоперіодичних комет та проблеми еволюції їх орбіт;
- 1971 — Кузмін Григорій Григорович, за серію робіт з теоретичної зоряної динаміки;
- 1974 — Домбровський Віктор Олексійович, Гаген-Торн Володимир Олександрович[ru], Шулов Олег Серафимович[ru], за цикл робіт з поляриметричного дослідження зір, туманностей та галактик;
- 1978 — Всехсвятський Сергій Костянтинович, за складання каталогу абсолютних величин та фізичних характеристик комет;
- 1981 — Щеглов Володимир Петрович, за комплекс робіт з історії астрономії епохи Улугбека;
- 1984 — Джапіашвілі Віктор Петрович[ru], Король Анатолій Миколайович, за роботу «Поляриметричний атлас Місяця»;
- 1986 — Мартинов Дмитро Якович, за сукупність підручників: «Курс практичної астрофізики» та «Курс загальної астрофізики»;
- 1990 — Шульман Леонід Маркович, за монографію «Ядра комет»;
- 1995 — Слиш В'ячеслав Іванович[ru], за цикл робіт «Відкриття нових метанольних мазерів»;
- 2001 — Боярчук Олександр Олексійович, за серію наукових праць на тему «Симбіотичні зорі»;
- 2004 — Караченцев Ігор Дмитрович[ru], за цикл робіт «Виявлення нових близьких карликових галактик»
- 2007 — Бердников Леонід Миколайович, Расторгуєв Олексій Сергійович, Самусь Микола Миколайович, за цикл робіт «Комплексні дослідження класичних цефеїд»;
- 2010 — Ковальов Юрій Юрійович, за серію робіт «Активні ядра галактик від радіо- до гамма-діапазону»;
- 2013 — Гребєнєв Сергій Андрійович[ru], Лутовінов Олександр Анатолійович[ru], Мольков Сергій Володимирович, за серію робіт «Відкриття та дослідження природи швидких рентгенівських транзієнтів — нової популяції масивних рентгенівських подвійних систем»;
- 2016 — Ліпунов Володимир Михайлович, Постнов Костянтин Олександрович, Прохоров Михайло Євгенович, за цикл робіт «Передбачення домінування злиття подвійних чорних дір на гравітаційно-хвильових інтерферометрах LIGO»;
- 2019 — Іпатов Сергій Іванович[ru], за цикл робіт «Формування та процеси еволюції Сонячної системи».